# Terminal High Altitude Area Defense
Il Terminal High Altitude Area Defense (in sigla: THAAD, in italiano: Difesa d'area terminale ad alta quota), ex Theater High Altitude Area Defense, è un sistema antimissile prodotto da Lockheed Martin per colpire missili balistici a medio e corto raggio durante la fase terminale del loro volo.

## Sviluppo
La proposta di produrre un nuovo sistema antimissile è stata formulata nel 1987 e nel 1990 si sono raccolte le proposte. Nel settembre 1992 lo U.S. Army ha selezionato Lockheed Corporation come vincitore della commessa per lo sviluppo del sistema. Subappalti sono stati assegnati a Raytheon, Boeing, Aerojet, Rocketdyne, Honeywell, BAE Systems, Milton CAT, e Oliver Capital Consortium. Il primo lancio di un THAAD è avvenuto presso il White Sands Missile Range il 21 aprile 1995. Il 13 dicembre 1995 è stato condotto il primo lancio finalizzato all'intercettazione di un bersaglio. Durante otto dei primi nove voli sono stati rilevati diversi problemi a software, booster, elettronica e comandi di volo. Il 10 giugno 1999 il THAAD, giunto al decimo lancio, ha compiuto la sua prima intercettazione su un bersaglio privo di contromisure.

## Funzionamento
Il missile non trasporta nessuna testata ma distrugge i bersagli che intercetta grazie all'energia cinetica dell'impatto. Il THAAD fu progettato per colpire missili Scud e simili, ma ha una capacità limitata contro gli ICBM come fu dimostrato il 24 ottobre 2012.
Una batteria dello U.S. Army è composta da 6 lanciatori da 8 missili ciascuno installati su un Oshkosh HEMTT, da un radar AESA in banda X AN/TPY-2 e da un centro di controllo del fuoco e di comunicazione.

## Impiego operativo
La prima batteria, composta inizialmente da tre lanciatori, un radar e un centro di controllo del fuoco, è stata attivata presso il 4th Air Defense Artillery Regiment della 11th Air Defense Artillery Brigade nel maggio 2008.

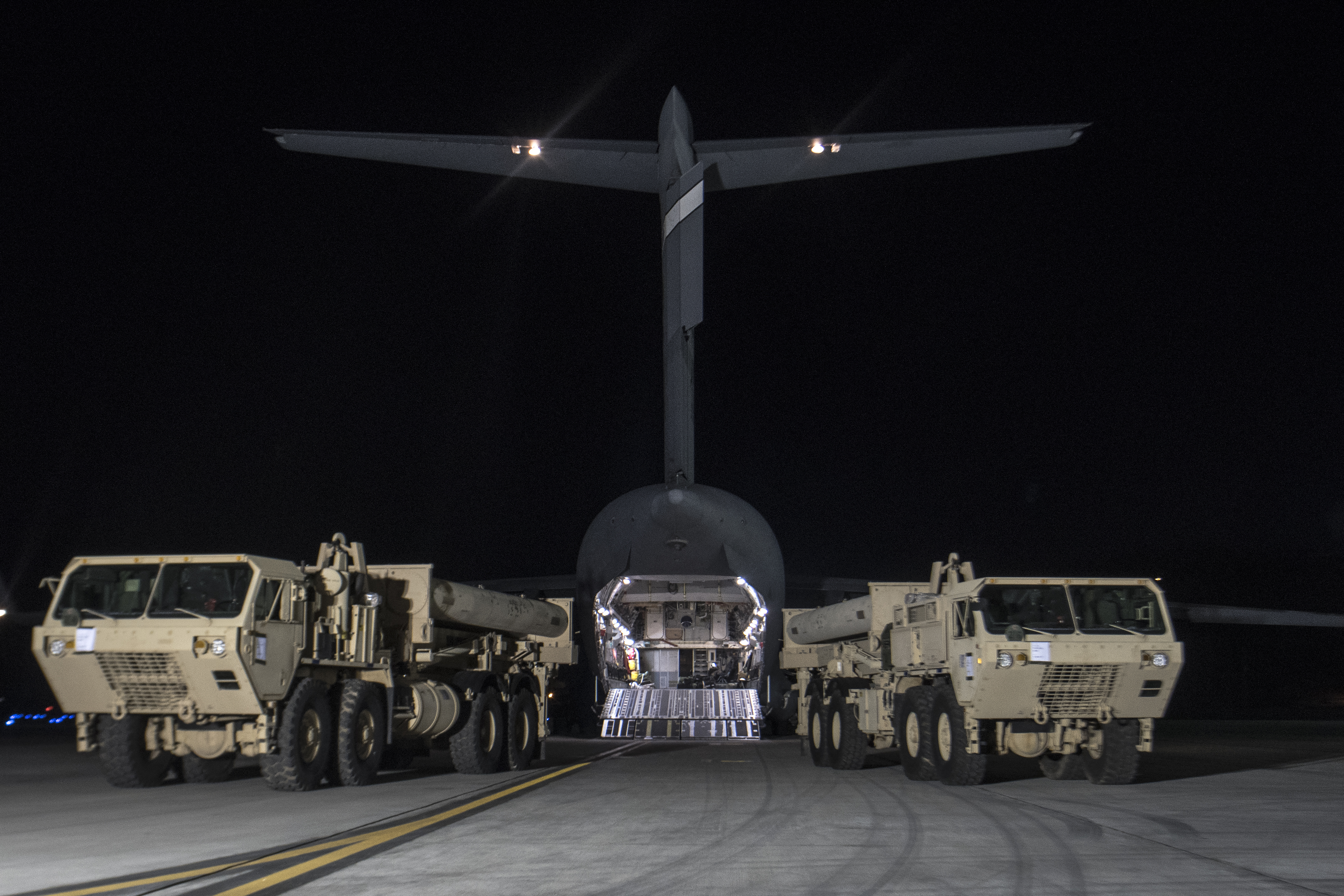
Arrivo dei THAAD in Corea del Sud nel 2017

Nel luglio 2016 è stato annunciato il dispiegamento di una batteria in Corea del Sud in risposta ai frequenti lanci di missili balistici e test nucleari svolti dalla Corea del Nord. I primi due lanciatori sono arrivati presso la base aerea di Osan il 6 marzo 2017, a poche ore di distanza dal lancio di prova di quattro missili balistici effettuato dalla Corea del Nord. L'installazione della batteria è iniziata il 25 aprile 2017 nella contea di Seongju. Il 2 maggio 2017 il ministero della difesa sudcoreano ha annunciato che la batteria dispiegata era stata attivata a capacità ridotta. In seguito a un test di un missile balistico nordcoreano capace di colpire, secondo la Corea del Nord, l'intero territorio degli Stati Uniti, il 28 luglio 2017 il presidente della Corea del Sud Moon Jae-in ha richiesto lo schieramento di altri quattro lanciatori che aveva precedentemente bloccato in quanto non era stato informato del loro ingresso nel paese.
Nel 2019 due batterie THAAD del 2nd Air Defense Artillery Regiment e del 62nd Air Defense Artillery Regiment sono state schierate rispettivamente in Israele, presso la base aerea di Nevatim e successivamente nel deserto del Negev, e in Romania, in una base temporanea nei pressi del NATO Aegis Ashore Missile Defence Site Deveselu mentre il sito era in fase di manutenzione.
Il 17 gennaio 2022 il THAAD ha ottenuto il suo primo abbattimento reale intercettando un missile balistico a medio raggio lanciato dagli Huthi contro gli Emirati Arabi Uniti.

## Utilizzatori
Arabia Saudita
- Reale forza terrestre saudita

11 batterie (comprensive di 44 lanciatori, 360 missili intercettori, 16 sistemi per il controllo del fuoco e stazioni mobili per le comunicazioni e 7 radar AN/TPY-2) per circa 15 miliardi dollari complessivi, ordinate a marzo 2019 e con consegne a partire dalla metà dello stesso anno ed il 2026.
 Emirati Arabi Uniti
- Al-Quwwāt al-Jawiyya al-Imārātiyya

2 batterie in servizio.
 Stati Uniti
- United States Army

7 batterie consegnate tra il 2008 e il 2016 mentre un'ottava è stata commissionata nel 2022 e si prevede che entri in servizio entro il 2025.